# 데번 보스틱
데번 보스틱(Devon Bostick, 1991년 11월 13일 ~ )은 캐나다의 배우이다.

## 출연 작품

### 영화
- 갓센드 (2004)
- 랜드 오브 데드 (2005)
- 아메리칸 파이 5 (2006)
- 쏘우 4 (2007)
- 애모 (2008)
- 서바이벌 오브 더 데드 (2009)
- 쏘우: 여섯 번의 기회 (2009)
- 윔피 키드 (2010)
- 윔피 키드 2 (2011)
- 윔피키드 3 (2012)
- 리그레션 (2015)
- 찰리 되기 (2015)
- 옥자 (2017)
- 비밀이 아닌 이야기 (2020)
- 오펜하이머 (2023)

### 텔레비전
- 나노인간 제이크 (2003)
- 데그라시: 더 넥스트 제너레이션 (2006-07)
- 에리카의 자아 찾기 (2009-11)
- 루키 블루 (2010)
- 플래시포인트 (2010)
- 헤이븐 (2010)
- 리스너 (2011)
- 원 헌드레드 (2014-17)
- 더 마블러스 미세스 메이즐 (2019)
- 파고 (2023)
- 푸바 (2023)